# District de Chandauli
Le district de Chandauli (en hindi : चंदौली ज़िला, en ourdou : چندولی ضلع) est l'un des districts de la Division de Varanasi de l'État de l'Uttar Pradesh en Inde.

## Géographie
Sa capitale est la ville de Chandauli. 
La superficie du district est de 2 541 km2 et la population était en 2011 de 1 952 756 habitants.